# Vraie Église orthodoxe de Grèce - Synode matthéiste
La Vraie Église orthodoxe de Grèce du synode dit matthéiste est une Église orthodoxe vieille-calendariste de Grèce. Il tient son nom officieux de son fondateur, l'évêque Mathieu de Vresthène.
Le chef de l'Église porte le titre d’Archevêque d'Athènes et de toute la Grèce, avec résidence à Athènes (titulaire actuel : Mgr Stéphane )

## Histoire
Le mouvement vieux-calendariste apparait dans les années 1920 à la suite du refus par une partie du clergé et des fidèles de l'adoption du calendrier grégorien au détriment du calendrier julien, considéré comme un élément fondamental du corpus évangélique. Au sein de ce mouvement, des scissions ne tardent pas à apparaître entre les tenants d'un intégrisme modéré, représenté par les églises florinites, et les partisans d'un intégrisme plus radical, considérant les précédents comme trop accommodants envers l'église officielle.